# Polish Open 2023
Il Polish Open 2023 è un torneo femminile di tennis giocato sui campi in cemento. È la 4ª edizione del torneo, la prima facente parte della categoria WTA 125 nell'ambito del WTA Challenger Tour 2023. Si gioca all' Akademia Tenisowa Tenis Kozerki di Grodzisk Mazowiecki in Polonia dal 7 al 13 agosto 2023.

## Partecipanti al singolare

### Teste di serie
| Nazionalità | Giocatrice          | Ranking* | Testa di serie |
| ----------- | ------------------- | -------- | -------------- |
| Germania    | Jule Niemeier       | 101      | 1              |
| Italia      | Lucrezia Stefanini  | 102      | 2              |
| Rep. Ceca   | Tereza Martincová   | 109      | 3              |
| Belgio      | Greet Minnen        | 112      | 4              |
| Slovacchia  | Viktória Hrunčáková | 117      | 5              |
| Romania     | Jaqueline Cristian  | 122      | 6              |
| Giappone    | Nao Hibino          | 136      | 7              |
| Ucraina     | Dajana Jastrems'ka  | 149      | 8              |
| Germania    | Eva Lys             | 150      | 9              |

* Ranking al 31 luglio 2023.

### Altre partecipanti
Le seguenti giocatrici hanno ricevuto una wild card per il tabellone principale:
- Maja Chwalińska
- Weronika Ewald
- Martyna Kubka
- Olivia Lincer

Le seguenti giocatrici sono passate dalle qualificazioni:
- Gabriela Knutson
- Luksika Kumkhum
- Noma Noha Akugue
- Anna Sisková

Le seguenti giocatrici sono entrate in tabellone come lucky loser:
- Naiktha Bains
- Katarzyna Kawa

### Ritiri
Prima del torneo
- Kateryna Baindl → sostituita da  Dalila Jakupović
- Jaqueline Cristian → sostituita da  Naiktha Bains
- Olga Danilović → sostituita da  Zeynep Sönmez
- Anna-Lena Friedsam → sostituita da  Barbora Palicová
- Nao Hibino → sostituita da  Katarzyna Kawa
- Yanina Wickmayer → sostituita da  Mona Barthel

## Partecipanti al doppio

### Teste di serie
| Nazione     | Giocatrice       | Nazione     | Giocatrice      | Rank1 | Seed |
| ----------- | ---------------- | ----------- | --------------- | ----- | ---- |
| Regno Unito | Alicia Barnett   | Regno Unito | Olivia Nicholls | 147   | 1    |
| Rep. Ceca   | Anastasia Dețiuc | Rep. Ceca   | Anna Sisková    | 178   | 2    |
| Polonia     | Katarzyna Piter  | Rep. Ceca   | Renata Voráčová | 180   | 3    |
| Regno Unito | Naiktha Bains    | Regno Unito | Maia Lumsden    | 189   | 4    |

* Ranking al 31 luglio 2023.

### Altre partecipanti
La seguente coppia di giocatrici ha ricevuto una wild card per il tabellone principale:
- Weronika Forys /  Stefania Rogozińska Dzik

## Campionesse

### Singolare
Dajana Jastrems'ka ha sconfitto in finale  Greet Minnen con il punteggio di 2-6, 6-1, 6-3.

### Doppio
Katarzyna Kawa /  Elixane Lechemia hanno sconfitto in finale  Naiktha Bains /  Maia Lumsden con il punteggio di 6-3, 6-4.